# Josef Weinheber

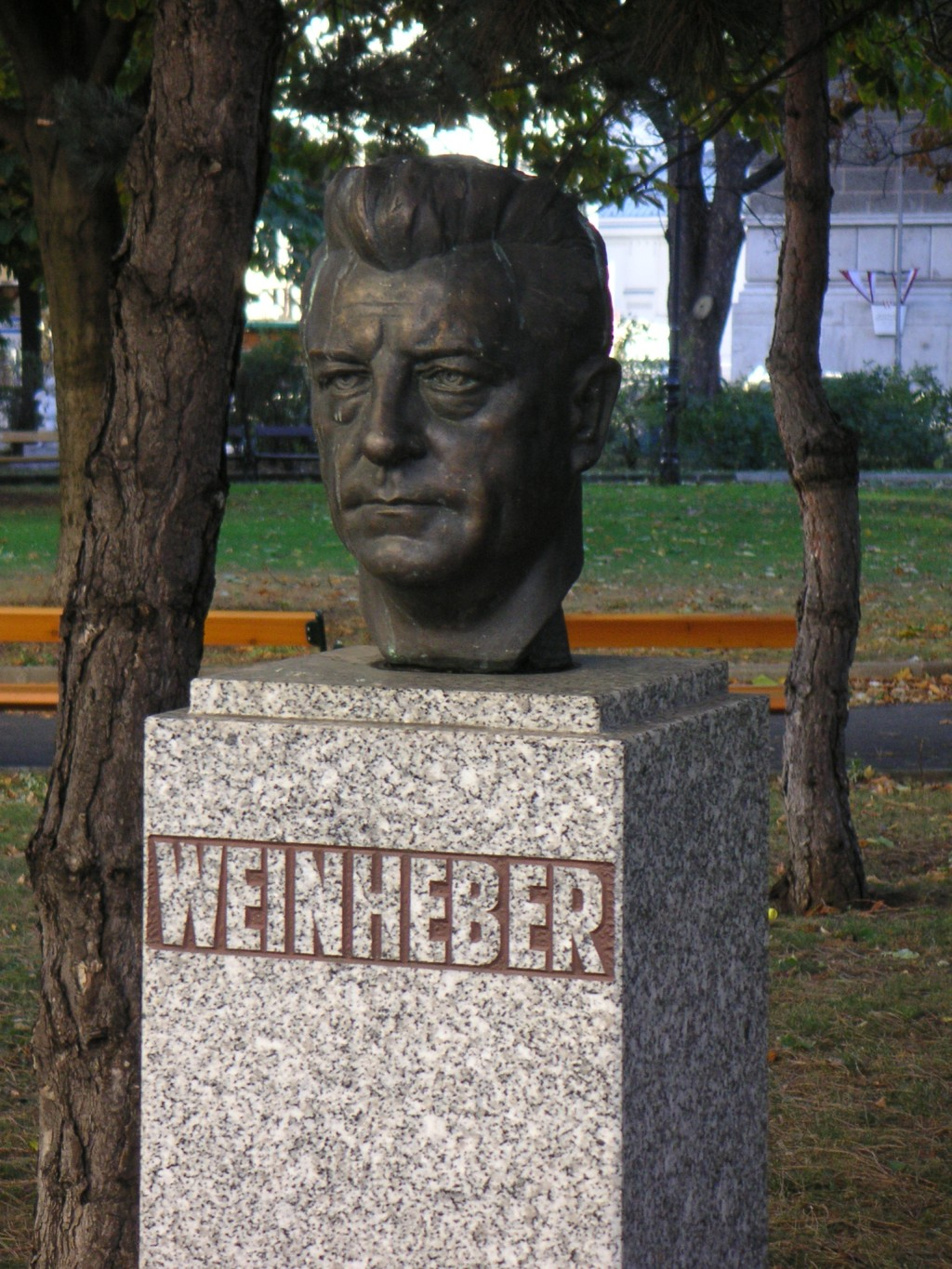
Staty av Weinheber i Schiller, Wien

Josef Weinheber, född 9 mars 1892 i Wien, död 8 april 1945 i Kirchstetten, Österrike, var en österrikisk poet, prosaist och essäist.

## Biografi
Weinheber växte upp på ett barnhem och var, innan sin författarkarriär, en vanlig arbetare och 1911–1932 posttjänsteman. År 1919 lämnade han ett bidrag till den satirhumoristiska tidningen Die Muskete. År 1918 lämnade han romersk-katolska kyrkan och blev protestant 1927.
År 1920 gav Weinheber ut sin första lyriksamling, Der einsame Mensch. Litterärt var han huvudsakligen påverkad av Rainer Maria Rilke, Anton Wildgans och Karl Kraus. Han stod också på särskilt vänskaplig fot med sina författarkollegor Mirko Jelusich och Robert Hohlbaum. Från 1931 fram till 1933 och från 1944 var han medlem av nazistpartiet.
Med publiceringen av hans diktsamling Adel und Untergang blev han känd som en av de mest framstående poeterna av sin tid. Speciellt uppskattad var volymen Wien wörtlich, som delvis är skriven på wienerdialekt. Men de 40 odena innefattande diktcykeln Zwischen Gottern und Damonen från 1938 anses vara hans poetiska mästerverk.
Som ett offer för alkohol under de senare händelserna i andra världskriget begick Weinheber emellertid självmord genom att ta en överdos av morfin vid tiden för Röda arméns framryckning och lämnade efter sig ett klarsynt avskedsbrev. Han begravdes i byn Kirchstetten, Österrike, där han bodde från 1936. En del av hans hus där, som ligger på Josef Weinheber-Strasse, har bevarats som museum till hans ära.

## Utmärkelser
- 1936 Wolfgang Amadeus Mozart-priset
- 1941 Grillparzerpriset (delat med Mirko Jelusich)

## Arbeten
- Der einsame Mensch, (dikter) 1920
- Von beiden Ufern, (dikter) 1923
- Das Waisenhaus, (roman) 1924
- Boot in der Bucht, (dikter) 1926
- Adel und Untergang, (dikter) 1934
- Wien wörtlich, (dikter) 1935
- Vereinsamtes Herz, (dikter) 1935
- Späte Krone, (dikter) 1936
- O Mensch, gib acht!, (dikter) 1937 (en uppbygglig kalender för stads- och landsbor)
- Selbstbildnis, (dikter) 1937
- Zwischen Göttern und Dämonen, (dikter) 1938
- Kammermusik, (dikter) 1939
- Dokumente des Herzens, (dikter) 1944
- Hier ist das Wort, (dikter) 1947